# Église de la Présentation-de-la-Mère-de-Dieu-au-Temple de Vrbas
Pour les articles homonymes, voir Église de la Présentation-de-la-Mère-de-Dieu-au-Temple.
L'église de la Présentation-de-la-Mère-de-Dieu-au-Temple de Vrbas (en serbe cyrillique : Црква Ваведења у Врбасу ; en serbe latin : Crkva Vavedenja u Vrbasu) est une église orthodoxe serbe située à Vrbas, dans la province de Voïvodine et dans le district de Bačka méridionale en Serbie. Elle est inscrite sur la liste des monuments culturels de grande importance de la république de Serbie (identifiant no SK 1117).

## Présentation
Selon la chronique, l'église, dédiée à la Présentation de la Mère de Dieu au Temple, a été construite entre 1738 et 1744, année de sa consécration. Elle est constituée d'une nef unique prolongée par une abside demi-circulaire ; la façade occidentale est dominée par un clocher surmonté d'un bulbe aplati, d'une lanterne et d'une croix. Le portail d'entrée est entouré de pilastres jumeaux aux chapiteaux moulurés qui soutiennent un pignon brisé par le premier étage du clocher.

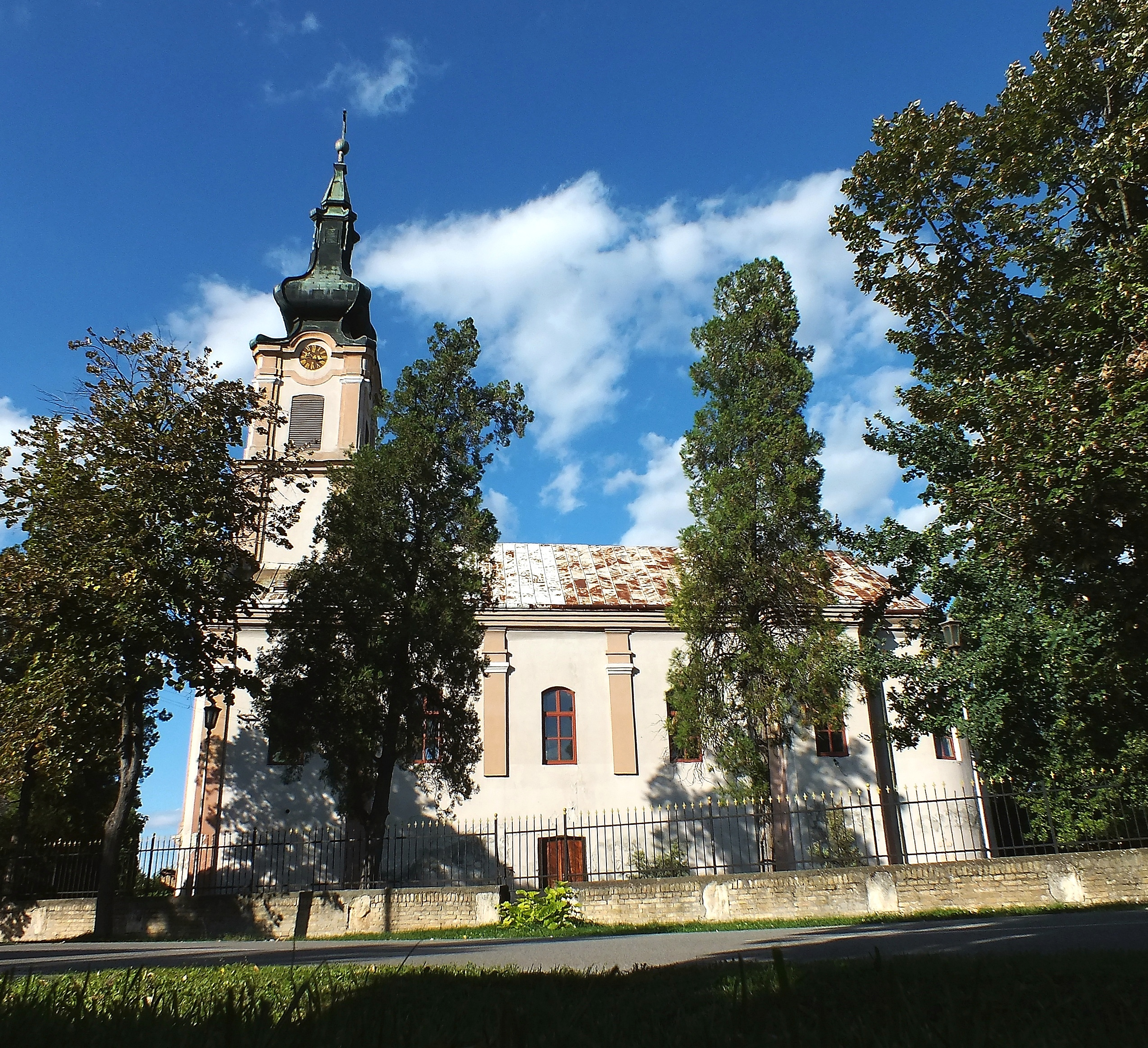
Autre vue de l'église

L'ancienne iconostase de l'église a brûlé au moment de la révolution hongroise de 1848 ; elle était peinte par Jovan Isailović l'Ancien. Elle a été remplacée par une nouvelle iconostase en 1862, réalisée par le sculpteur bois Jovan Kistner, dorée par Nikola Dimšić et peinte par Jovan Klajić dans l'esprit de la peinture nazaréenne.

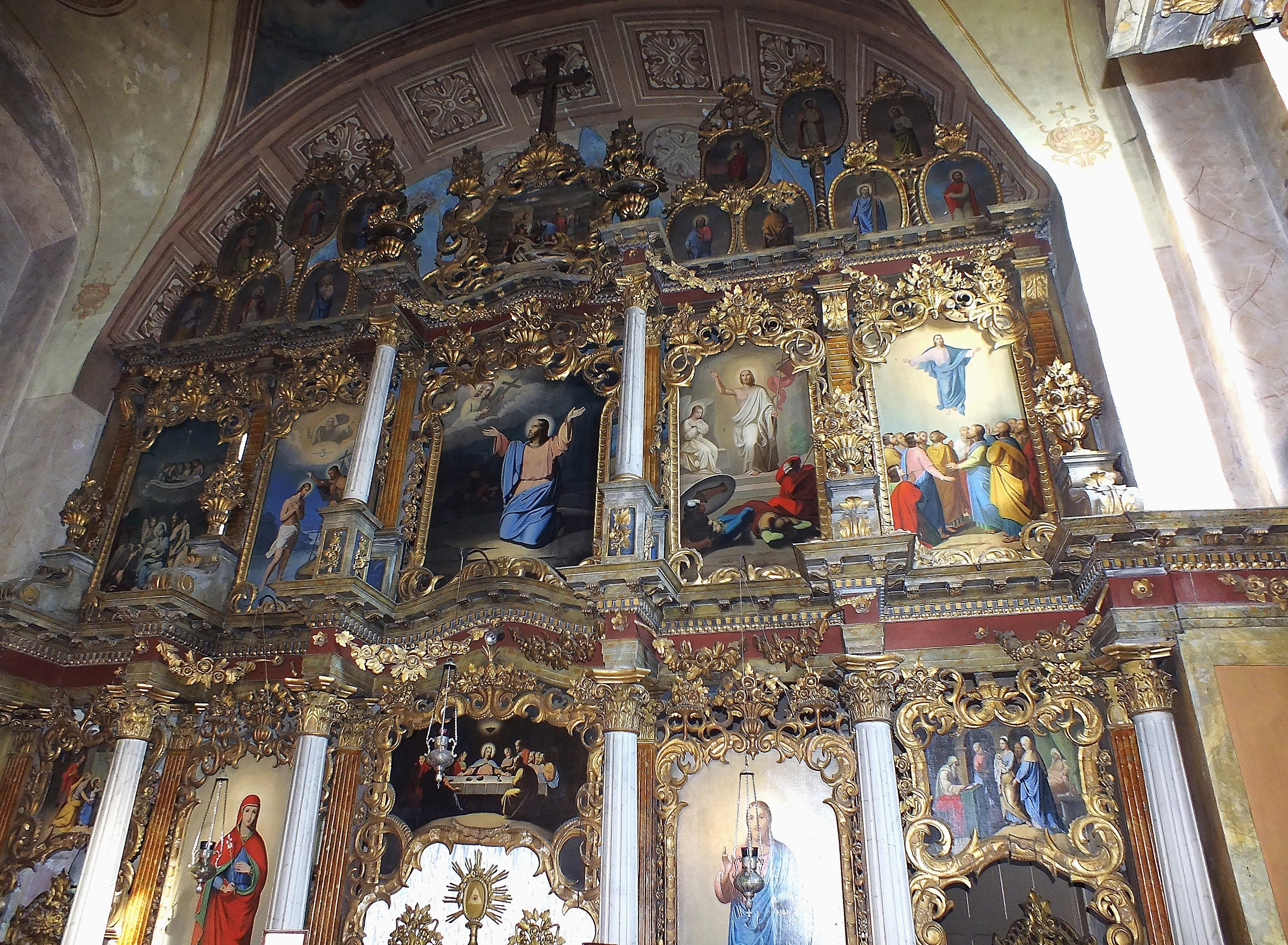
Détail de l'iconostase